# 専門学校穴吹情報公務員カレッジ
専門学校穴吹情報公務員カレッジ（あなぶきじょうほうこうむいんカレッジ）は、学校法人穴吹学園が運営する徳島県徳島市徳島町にあった専門学校。
2020年（令和2年）4月1日に専門学校徳島穴吹カレッジへ統合された。

## 沿革
- 1986年（昭和61年） - 徳島市に徳島情報ビジネス学院を開校[2]。
- 1987年（昭和62年） - 学校法人穴吹学園を設立[2]。
- 1987年（昭和62年） - 校名を「穴吹電子ビジネス専門学校」に改称[2]。
- 1988年（昭和63年） - 穴吹進学ゼミナール徳島本校を設立[2]。
- 1993年（平成05年） - 校名を「専門学校穴吹カレッジ」に改称[2]。
- 2008年（平成20年） - 校名を「専門学校穴吹情報公務員カレッジ」に改称[2]。
- 2020年（令和02年） - 専門学校穴吹調理デザインビューティカレッジ・専門学校穴吹福祉医療カレッジと統合して専門学校徳島穴吹カレッジとなる[2]。

## 学科
- デジタルクリエイト学科
- 情報システム学科
- 情報ビジネス学科
- 行政ビジネス学科
- 公務員学科

## 交通
- JR四国「徳島駅」より徒歩約15分。
- 徳島自動車道「徳島インターチェンジ」より車で約10分。